# 金斯伯里種植園 (緬因州)
金斯伯里種植園（英語：Kingsbury Plantation）是位於美國緬因州皮斯卡特奎斯縣的一個種植園。

## 人口
根據2020年美國人口普查的數據，金斯伯里種植園的面積為115.60平方千米，當中陸地面積為114.35平方千米，而水域面積為1.25平方千米。當地共有人口28人，而人口密度為每平方千米0人。